# Línea 2 (Metro de Bruselas)
La línea 2 del Metro de Bruselas es una línea circular que rodea el centro de la capital belga. Conecta las estaciones de Simonis y Élisabeth, las cuales, aunque en esencia son la misma, están situadas en niveles distintos y los viajeros han de hacer transbordo para continuar el viaje atravesándolas.

## Historia
El trazado de la línea 2 proviene del premetro que unía Madou y Porte de Namur/Naamsepoort inaugurado en 1970.[cita requerida] Tras sufrir varias ampliaciones en las dos décadas siguientes, se convirtió en una línea verdaderamente de metro en 1988. La reorganización de todas las líneas del suburbano en 2009 le dio la configuración actual.

## Recorrido

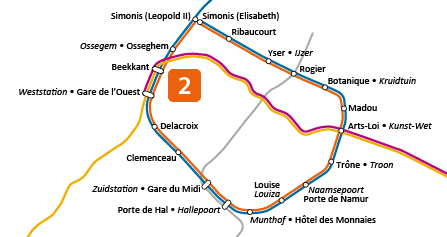
Plano de la línea 2, marcada en naranja.

La línea 2 tiene el siguiente recorrido:
|  |   |  | Estación                    | Municipio                      | Correspondencias |
|  | - |  | --------------------------- | ------------------------------ | ---------------- |
|  | o |  | Simonis                     | Koekelberg                     |                  |
|  | o |  | Osseghem                    | Molenbeek                      |                  |
|  | o |  | Beekkant                    | Molenbeek                      |                  |
|  | o |  | Gare de l'Ouest/Weststation | Molenbeek                      |                  |
|  | o |  | Delacroix                   | Anderlecht                     |                  |
|  | o |  | Clemenceau                  | Anderlecht                     |                  |
|  | o |  | Gare du Midi/Zuidstation    | Saint-Gilles                   |                  |
|  | o |  | Porte de Hal/Hallepoort     | Bruselas/Saint-Gilles          |                  |
|  | o |  | Hôtel des Monnaies/Munthof  | Bruselas/Saint-Gilles          |                  |
|  | o |  | Louise/Louiza               | Bruselas/Saint-Gilles          |                  |
|  | o |  | Porte de Namur/Naamsepoort  | Bruselas/Ixelles               |                  |
|  | o |  | Trône/Troon                 | Bruselas                       |                  |
|  | o |  | Arts-Loi/Kunst-Wet          | Bruselas                       |                  |
|  | o |  | Madou                       | Bruselas/Saint-Josse-ten-Noode |                  |
|  | o |  | Botanique/Kruidtuin         | Saint-Josse-ten-Noode          |                  |
|  | o |  | Rogier                      | Bruselas/Saint-Josse-ten-Noode |                  |
|  | o |  | Yser/IJzer                  | Bruselas                       |                  |
|  | o |  | Ribaucourt                  | Molenbeek                      |                  |
|  | o |  | Élisabeth (Simonis)         | Koekelberg                     |                  |